# Friedrich Preller der Ältere

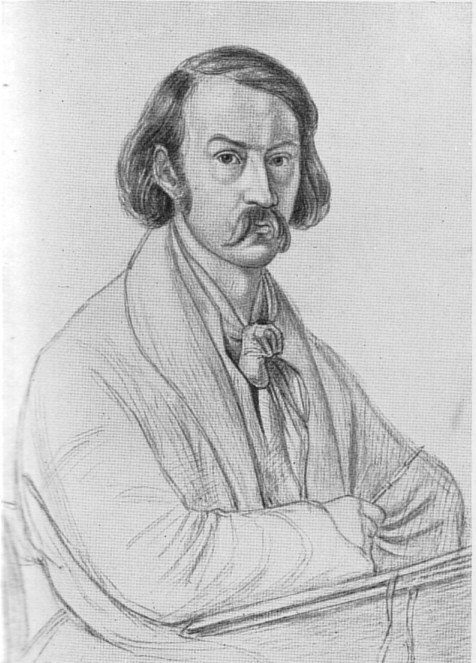
Friedrich Preller

Johann Christian Ernst Friedrich Preller der Ältere (* 25. April 1804 in Eisenach; † 23. April 1878 in Weimar) war Maler, Radierer und ab 1844 Professor an der Fürstlichen freien Zeichenschule in Weimar.

## Leben

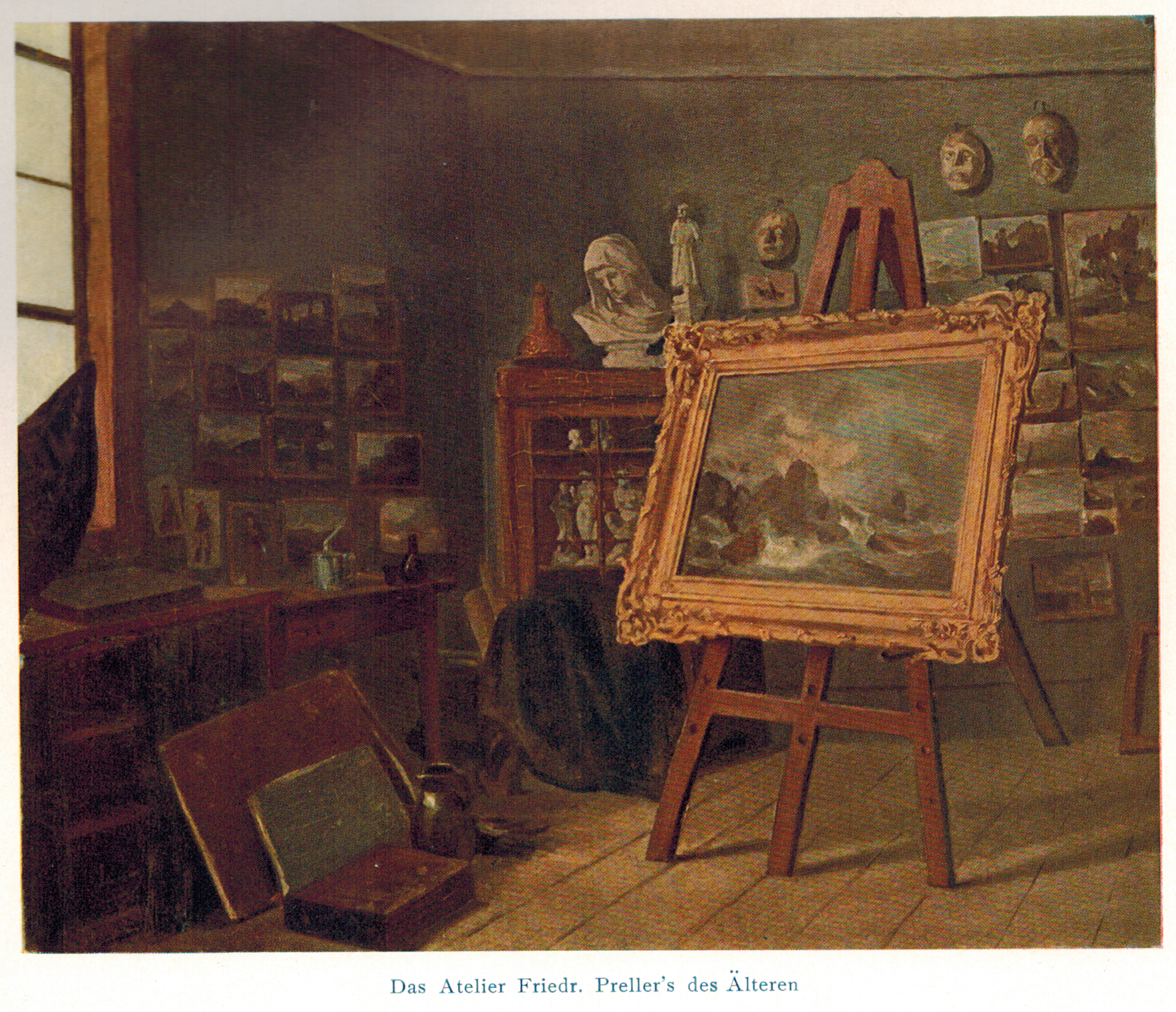
Das Atelier Friedr. Prellers des Älteren (Erstlingswerk seines Sohnes Friedrich Preller d. J., 1856)

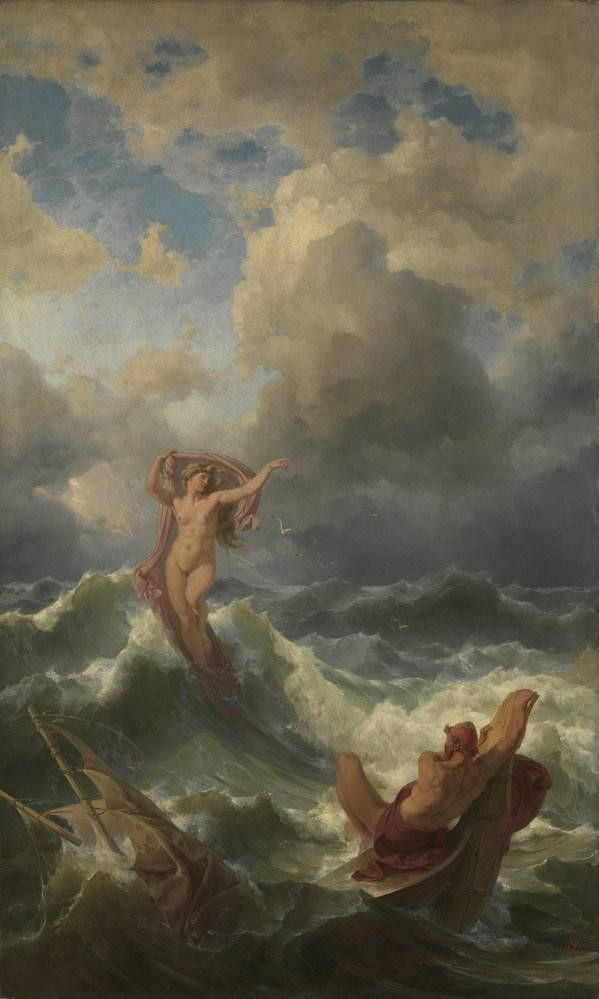
Leukothea erscheint Odysseus im Sturm, Bayerische Staatsgemäldesammlung

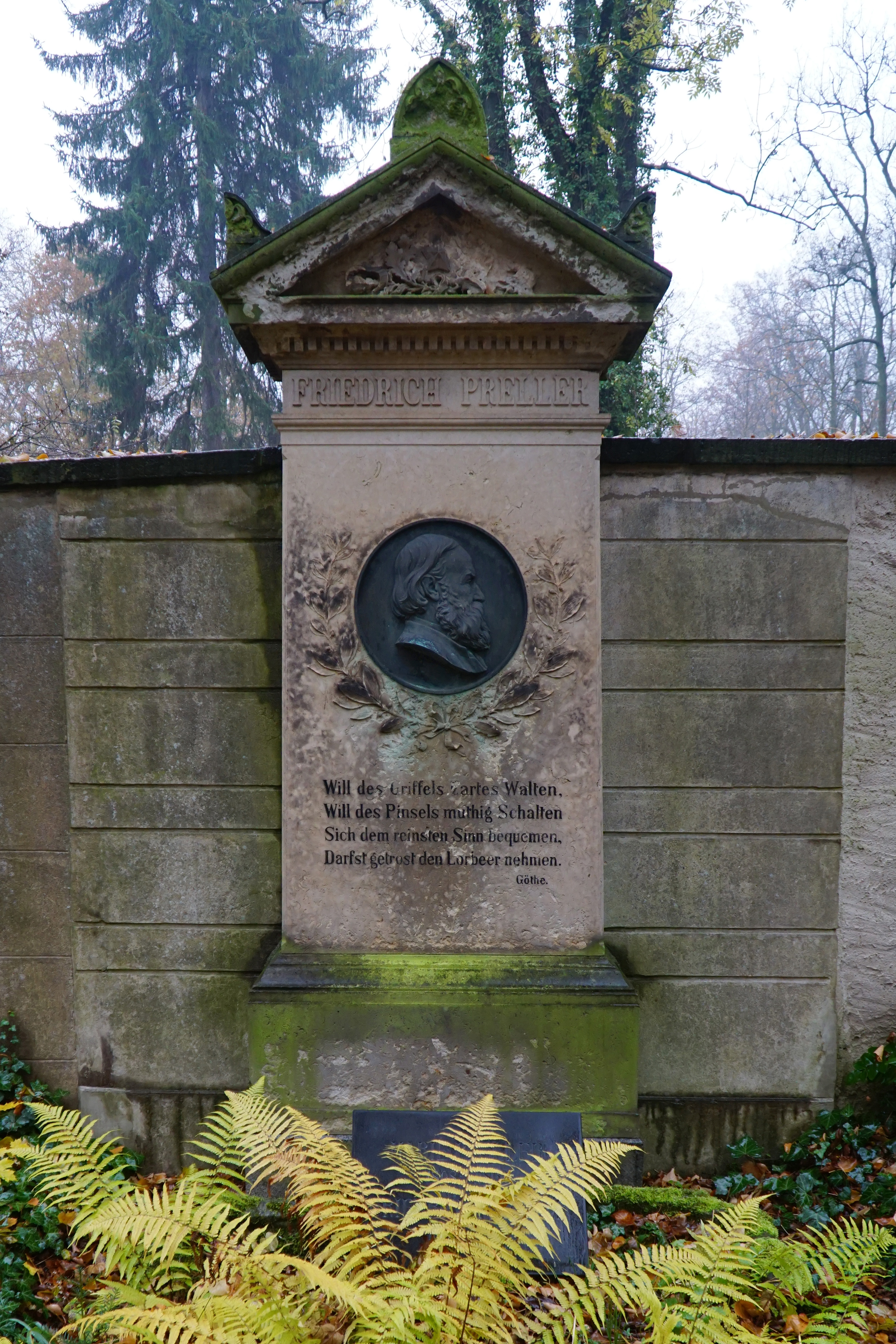
Grabstelle auf dem Neuen Friedhof in Weimar

Preller wurde in Eisenach in der Karlstraße 2 als zweites von fünf Kindern eines künstlerisch begabten Zuckerbäckers geboren. Der ältere Bruder Friedrichs war der Buchdrucker und Verleger Carl Preller (1802–1877). Im Oktober 1804 zog die Familie nach Weimar zu der Familie seiner Mutter in der Teichgasse. Sein Vater arbeitete dort in der Hofconditorei. Preller besuchte in Weimar das Gymnasium von der Quarta bis zur Obersekunda.
Nach einer Ausbildung an der Weimarer Zeichenschule (1814–1821), an der er später als Lehrer und Direktor wirkte, wurde der junge Künstler mit der Aufgabe betraut, Johann Wolfgang von Goethes Wolkenzeichnungen ins Reine zu bringen. Goethe schickte ihn zu weiteren Studien nach Dresden und sorgte dafür, dass er vom Weimarer Großherzog Karl August mehrere Stipendien erhielt. 1824 begleitete Friedrich Preller den Großherzog von Dresden aus auf seiner Reise nach den Niederlanden. Als Schüler der Akademie in Antwerpen konnte er dort seine Kenntnisse und Fertigkeiten weiter vervollständigen. Im Jahre 1824 malte er den Bärentreiber in Antwerpen.
Von 1827 bis 1831 unternahm er eine ausgedehnte Studienreise nach Italien. Am 23. März 1832, also am Tage nach Goethes Tod, durfte er den Dichter auf dem Totenbett zeichnen. 1840 erfolgte eine Reise nach Norwegen, auf der eine Reihe von Arbeiten entstanden, die heute noch in Weimar zu sehen sind. Auf dieser Reise begleiteten ihn seine Schüler Ferdinand Konrad Bellermann, Carl Hummel und Sixtus Armin Thon.
Nach seiner Rückkehr erhielt er im Jahr 1844 einen Lehrauftrag an der Fürstlichen freien Zeichenschule in Weimar und wurde zum Professor und Hofmaler ernannt. Er blieb – mit Ausnahme eines zweiten, dreijährigen Aufenthaltes in Italien ab 1859 – an dieser Schule, deren Leitung er 1868 übernahm und an der er etwa 30 Jahre lang tätig war. In dieser Zeit unternahm Preller weitere kleinere Studienreisen, so z. B. im Sommer 1855 nach Jever in Friesland, der Heimat seines Schülers Ernst Hemken, um im nahegelegenen Neuenburger Urwald Naturstudien anzufertigen. Friedrich Prellers Neffe Julius Preller, der von 1857 bis 1914 im friesischen Varel lebte, wurde später durch Gemälde und Zeichnungen mit Motiven aus dem Neuenburger Urwald als Landschaftsmaler bekannt.
Friedrich Preller hatte 1834 die Flensburger Kapitänstochter Marie Erichsen (1811–1862) geheiratet. Aus der Ehe gingen drei Söhne hervor: Ernst (1835–1925), Emil (1836–1893) und Friedrich (der Jüngere) (1838–1901), der im Alter von 13 Jahren in das väterliche Atelier eintrat und sich an der Seite des Vaters als Maler durchsetzte. Im Frühjahr 1864 heiratete er Jenny Ventzky (1834–1906), verwitwete Krieger. Das Wohnhaus, das Preller für sich und seine Familie 1868 erbauen ließ, befindet sich in der Belvederer Allee 8.
Friedrich Preller der Ältere starb im Jahr 1878 zwei Tage vor Vollendung seines 74. Lebensjahres in Weimar. Er wurde auf dem Neuen Friedhof in Weimar begraben, die Grabstelle von Friedrich und seiner Frau Marie befindet sich an der östlichen Friedhofsmauer des Neuen Friedhofs (das ist die westliche Seite der Westmauer des Historischen Friedhofs). Das Bronzerelief auf dem Grab wurde von Adolf Donndorf geschaffen. Prellers Ruhm und seine Verdienste um die deutsche Malerei des 19. Jahrhunderts blieben auch nach seinem Tod noch lange lebendig. Ein Beleg dafür ist die große Feier aus Anlass seines 100. Geburtstags am 25. April 1904, zu der Maler aus ganz Deutschland nach Weimar kamen. Die Gedächtnisrede hielt der aus Karlsruhe angereiste Edmund Kanoldt, angeblich einst sein Lieblingsschüler.

## Ehrungen
- 1868: Diplom als wirkliches Mitglied der Akademie der bildenden Künste Wien

Anlässlich der Eröffnung des Großherzoglichen Museums in Weimar
- 1869: Komturkreuz des Großherzoglichen Hauses Sachsen-Weimar
- 1869: Mitglied der Preußischen Akademie der Künste
- 1869: Maximiliansorden des Königs von Bayern
- 1869: Ehrenbürger der Stadt Weimar

Weitere Ehrungen
- 1875: Aufnahme eines Selbstbildnisses Prellers in die „große Sammlung der Bildnisse berühmter Künstler aller Nationen“ im Museum von Florenz
- 1877/1878: Ehrenpromotion zum Dr. phil. h. c. durch die Philosophische Fakultät der Gesamtuniversität Jena[13]

Folgende Straßen wurden nach Preller benannt:
- Prellerweg in Berlin-Schöneberg[14]
- Prellerstraße in Eisenach[15][16]
- Prellerstraße in Leipzig (seit 1947)[17]
- Prellerstraße in Weimar (zwischen 1882 und 1884)

## Schüler und Schülerinnen
- Karl Eckermann (1834–1891)
- Eduard Gehbe (1845–1920)
- Wilhelm Georgy (1819–1887)
- Otto Edmund Günther (1838–1884)
- Karl Hagemeister (1848–1933)
- Eduard von Hagen (1834–1909)
- Robert Härtel (1831–1894)
- Ernst Hemken (1834–1911)
- Carl Hummel (1821–1906)
- Edmund Kanoldt (1845–1904)
- William Kemlein (1813–1900)
- August Lieber (1828–1850)
- James Marshall (1838–1902)
- Friedrich Preller der Jüngere (1838–1901)
- Julius Preller (1834–1914)[18]
- Louis Preller (1822–1901)
- August Reinhardt (1831–1915)
- Richard Schöne (1840–1922)
- Ernst Johann Schaller (1841–1887)
- Franziska Schultze (1805–1864)
- Otto Schwerdgeburth (1835–1866)
- Luise Stichling (1781–1861)
- Sixt Thon (1817–1901)
- Rudolf von Türcke (1839–1915)

## Werke

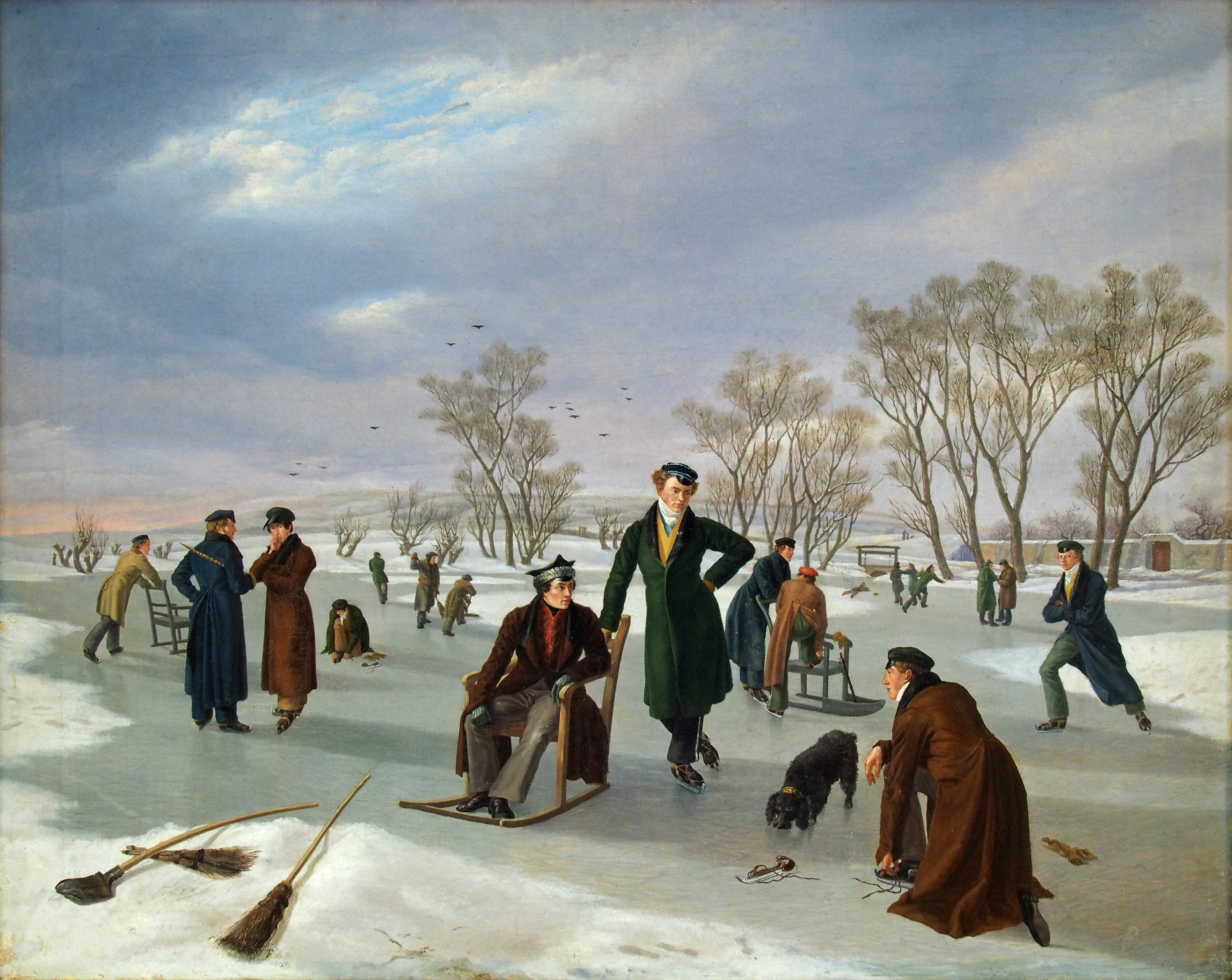
Eisfahrt auf den Schwanseewiesen (1824), Museum im Weimarer Stadtschloss
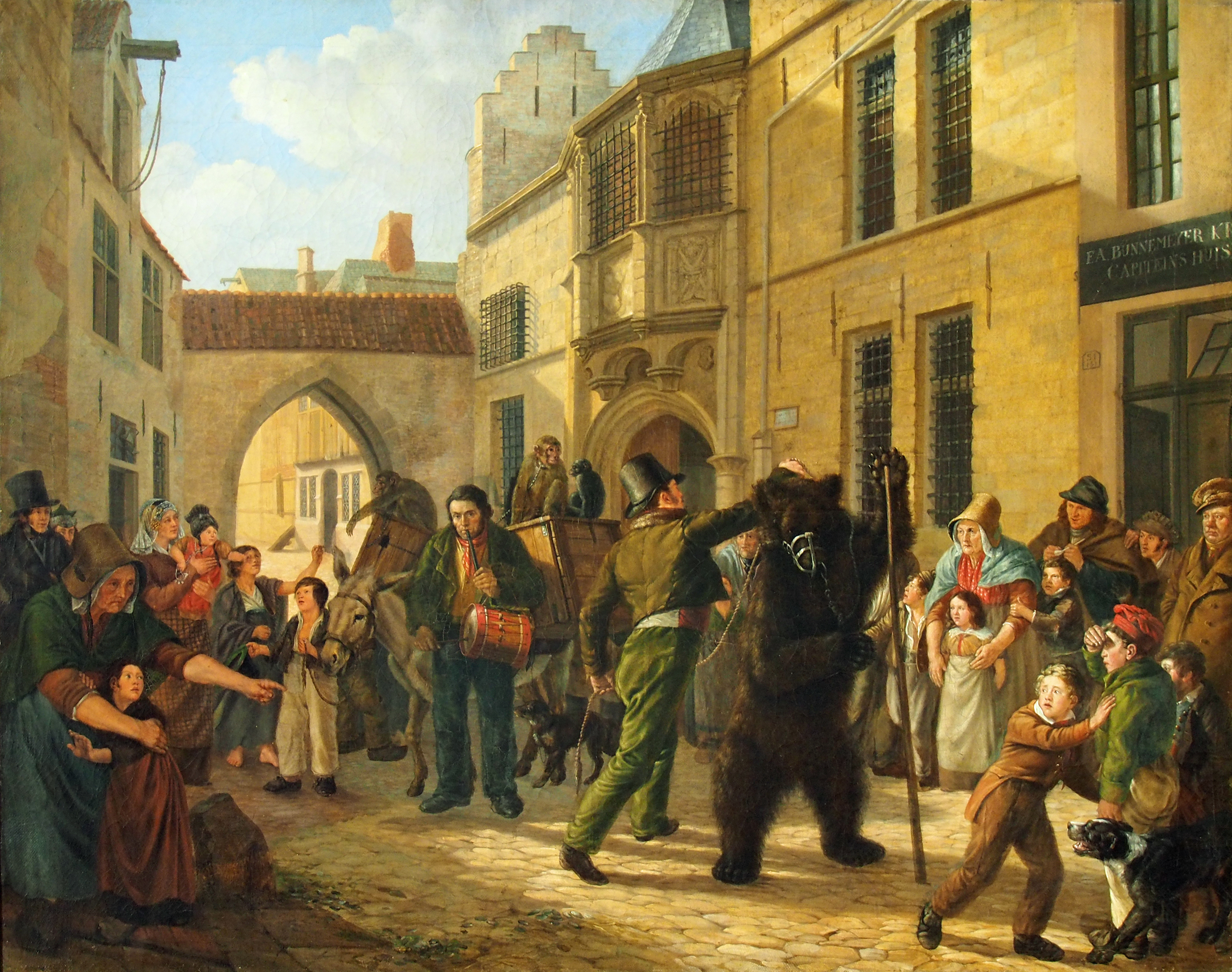
Bärenführer, Museum im Weimarer Stadtschloss
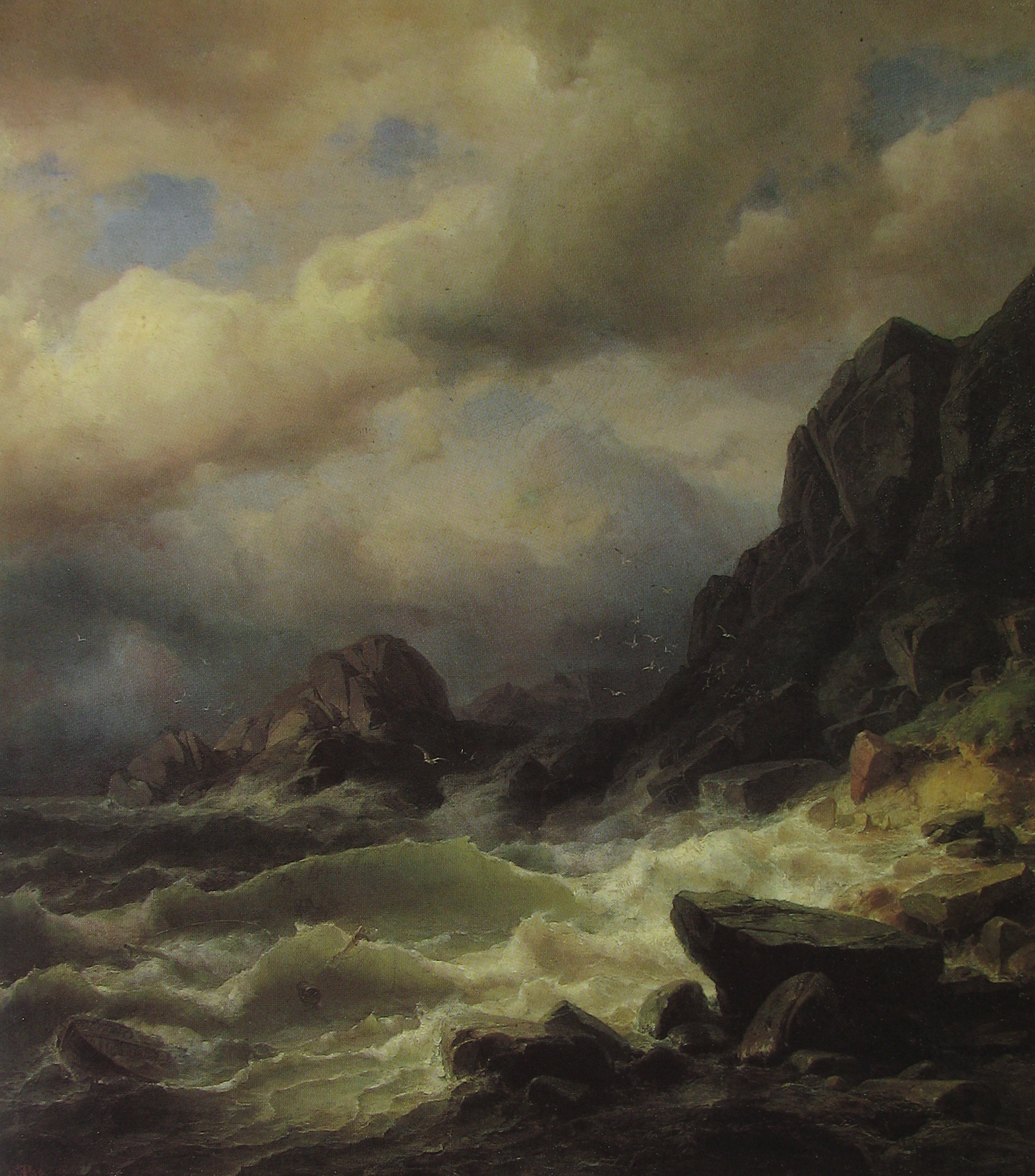
Sturm an der Küste (1856), Museum der bildenden Künste Leipzig
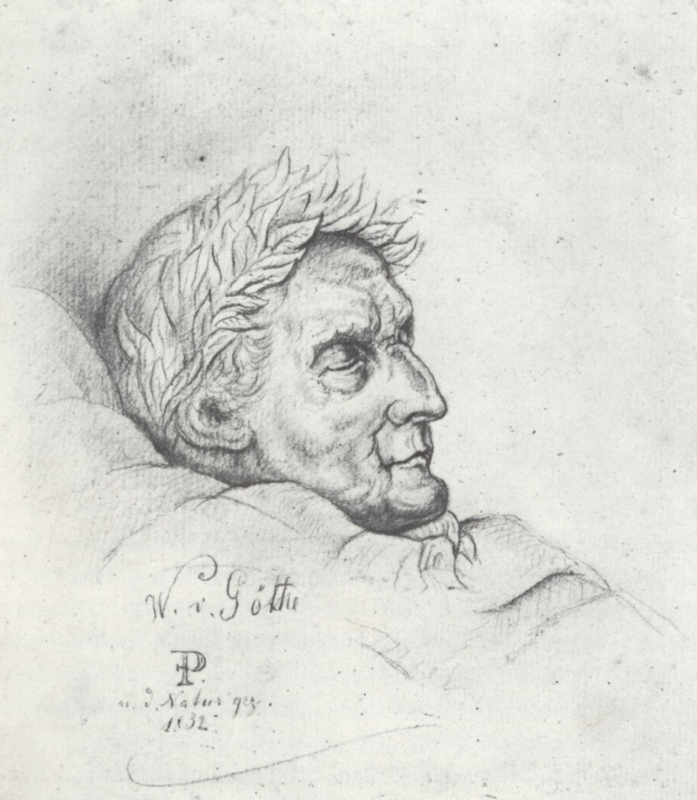
Goethe auf dem Totenbett (1832)
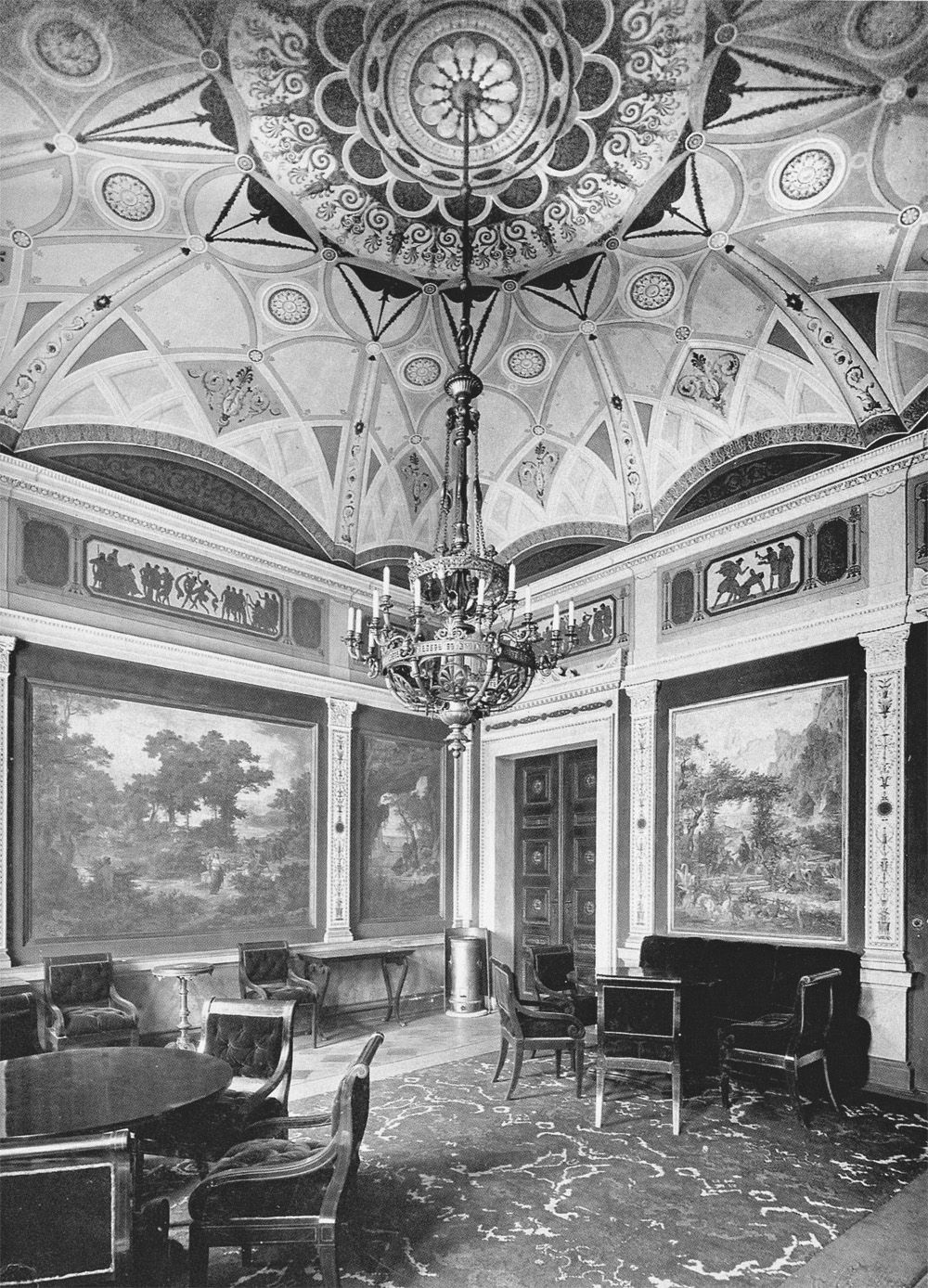
Preller-Saal im Römischen Haus (Leipzig)

Von 1834 bis 1836 entstanden sechs Gemälde in Tempera, deren Motive aus seinem Odyssee-Freskenzyklus im Römischen Haus in Leipzig stammten.
Von 1836 bis 1837 gestaltete er die Landschaftsmalereien mit Szenen aus Christoph Martin Wielands Oberon im Wieland-Raum des Großherzoglichen Schlosses. 1836 bis 1848 führte er im Auftrag des Großherzogs in verschiedenen Gebäuden Thüringens sechs Fresken aus. Auf seiner Reise nach Norwegen entstanden 1840 zahlreiche Arbeiten an der Staffelei.
Nach seiner Rückkehr aus Italien 1861 vervollständigte er die begonnenen Freskenarbeiten mit Szenen aus der Odyssee, die als sein wichtigstes Werk gelten und ihn berühmt machten. 1863 entstand das Gemälde „Leukothea erscheint Odysseus im Sturm“, das im selben Jahr von Adolf Friedrich von Schack erworben wurde und sich heute als Teil der Sammlung Schack in der Alten Pinakothek in München befindet.
Neben den genannten Odyssee-Fresken gehören „heroische Landschaften“ mit klassizistisch-romantischem Charakter zu seinen Werken. Gegen Ende seines Lebens bevorzugte er mythologische Themen.
Friedrich Preller war auch ein erfolgreicher Radierer.
In einem Werkverzeichnis von 1996 wurden Preller 1300 Einzelzeichnungen, 25 Skizzenbücher und 220 Ölgemälde zugeschrieben.

## Illustrationen (Auswahl)
- In: Album deutscher Künstler in Originalradirungen. Buddeus, Düsseldorf 1841, urn:nbn:de:hbz:061:2-1080

## Briefe
- Walther Witting (Hrsg.): Künstlerisches aus Briefen Friedrich Prellers des Älteren zu seinem 100. Geburtstage, dem 25. April 1904, Weimar 1903 (Böhlau Verlag) (Online)
- Reinhard Wegner (Hrsg.): Briefedition Friedrich Preller d. Ä. „Ich habe die Feder in Bewegung gesetzt“, Berlin und München 2023 (Deutscher Kunstverlag), ISBN 978-3-422-80117-2